# 'Awana ibn al-Hakam
ʿAwāna ibn al-Ḥakam al-Kalbī (in arabo ﻋﻮﺍﻧـة ﺑﻦ ﺍﻟﺤﻜﻢ ﺍﻟﻜﻠﺒﻲ‎?; ... – 764 o 770) è stato uno storico arabo musulmano che si occupò delle vicende del primissimo Islam.
Di incerte origini, ʿAwāna sarebbe stato secondo Ibn al-Nadīm un kufano cieco, esperto di genealogie arabe (ansāb) e poesia, oltre che autore di opere storiche sulla vita del primo califfo omayyade, Mu'awiya ibn Abi Sufyan e sugli stessi Omayyadi, riportandone con evidente simpatie le ragioni.
Ciò non toglie che le sue informazioni siano preziose e, come tali giudicate e usate da altri storici delle origini come al-Madāʾinī, Hishām b. al-Kalbī e al-Haytham b. ʿAdī e da storici del secolo successivo, come Ṭabarī e Balādhurī mentre, come esperto di poesia, si trovano varie citazioni che lo riguardano sul Kitāb al-Aghānī di al-Iṣfahānī.